# Une pièce montée
Pour les articles homonymes, voir Pièce montée (homonymie).
Une pièce montée est un roman de Blandine Le Callet publié le 11 janvier 2006 aux éditions Stock.

## Historique du roman
Il a valu à son auteur le prix Edmée-de-La-Rochefoucauld récompensant un premier roman en 2006, le prix René-Fallet 2007 du premier roman et le prix des Lecteurs du Livre de Poche en 2007.

## Résumé
Le roman raconte l'union de Bérengère et de Vincent vue par différents personnages invités lors de leur cérémonie de mariage.

## Éditions
- Éditions Stock[2], coll. « La Bleue », 2006  (ISBN 2-234-05851-1)
- Le Livre de poche[3], 2007  (ISBN 2-253-11931-8), 256 p.

## Adaptation
Le roman a été adapté au cinéma dans le film Pièce montée (2010) réalisé par Denys Granier-Deferre avec Jérémie Renier (Vincent), Clémence Poésy (Bérengère) et Danielle Darrieux (Madeleine) dans les rôles principaux.